# Musztarda sarepska

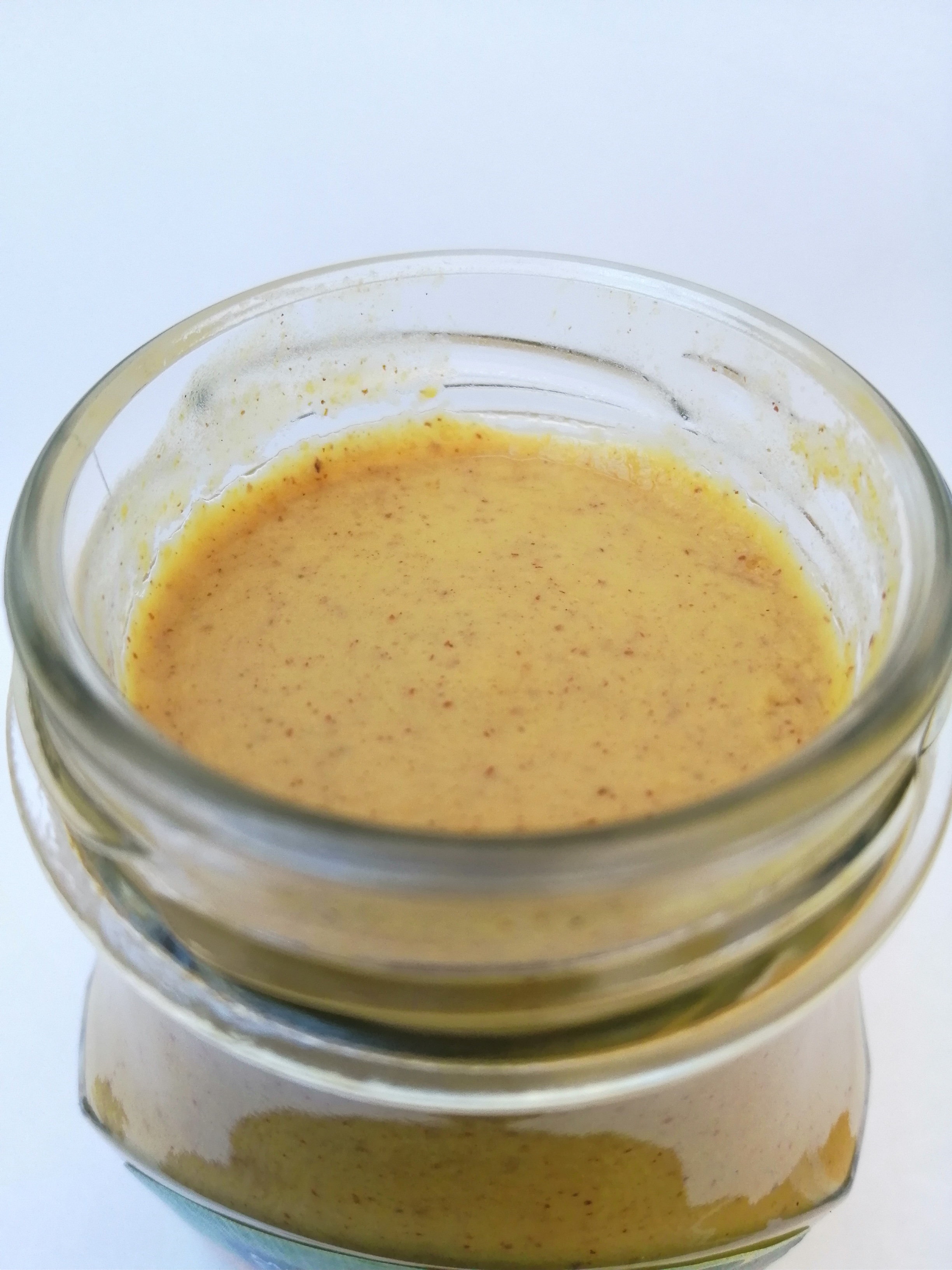
Musztarda sarepska

Musztarda sarepska – musztarda na bazie gorczycy sarepskiej lub czarnej, octu spirytusowego i innych składników, o ostrym zapachu i smaku.
Nazwa pochodzi od dawnego miasta Sarepta w Rosji, obecnie części Wołgogradu.